# Agustín de Silva y Bernuy
Agustín de Silva y Bernuy   (Madrid, 10 de desembre de 1826 - 16 de maig de 1872) va ser un noble espanyol, XIV duc d'Híxar.
Va néixer a Madrid el 10 de desembre de 1826. Fill de Cayetano de Silva, XIII duc d'Híxar, i de María de la Soledad Bernuy.
Es va casar amb Luisa Fernández de Córdoba y Pérez de Barradas, filla del comte de La Puebla del Maestre i dama d'honor d'Isabel II.
Abans d'heretar els títols i estats del seu pare, va ostentar el títol de marquès del Sobroso, amb categoria de Gran d'Espanya. D'altra banda, el 23 de juliol de 1847 va rebre el títol d'hàbit de l'orde de Sant Jaume. El 30 de novembre de 1866 també va rebre de la reina Isabel la Gran Creu de Carles III i el 5 de desembre del mateix any, la successió dels títols de la Casa d'Híxar. Va ostentar els títols de duc d'Híxar, d'Aliaga y Castellot i de Bournonville, els de comte de Palma del Río, Aranda, Salvatierra i Ribadeo, i els de marquès de San Vicente del Barco i d'Almenara.
Va morir a Madrid el 16 de maig de 1872. El va succeir el seu cosí Alfonso de Silva y Campbell, fill d'Andrés de Silva i net de José Rafael de Silva, XII duc d'Híxar.